# يوكو أسانو
يوكو أسانو (بالكانا:あさの ゆうこ) هي مغنية وممثلة يابانية، ولدت في 9 يوليو 1960 في اليابان.

## وصلات خارجية
- يوكو أسانو على موقع IMDb (الإنجليزية)
- يوكو أسانو على موقع ميوزك برينز (الإنجليزية)
- يوكو أسانو على موقع أول موفي (الإنجليزية)
- يوكو أسانو على موقع ديسكوغز (الإنجليزية)
- يوكو أسانو على موقع قاعدة بيانات الفيلم (الإنجليزية)